# Rapala rogersi
Rapala rogersi är en fjärilsart som beskrevs av Swinhoe 1911. Rapala rogersi ingår i släktet Rapala och familjen juvelvingar. Inga underarter finns listade.